# 城巴X11線
城巴X11線是香港的一條巴士路線，由機場博覽館開往銅鑼灣（摩頓台），提供亞洲國際博覽館開往旺角、油麻地及銅鑼灣的散場巴士服務。
現時此路線屬於「有線無車」狀態，被A11博覽館散場特別班次取代。

## 歷史
- 2005年12月24日：開始投入服務，只在機場博覽館舉行大型活動時，於散場後提供服務。
- 2008年8月5日：路線最後一次服務。

## 行車路線
航展道、航天城東路、航天城迴旋處、暢連路、機場南交匯處、機場路、北大嶼山公路、青嶼幹線、青衣西北交匯處、長青公路、長青隧道、青葵公路、西九龍公路、連翔道、東京街西、通州街、西九龍走廊、太子道西、荔枝角道、彌敦道、加士居道、漆咸道南、康莊道、紅磡海底隧道、堅拿道天橋、堅拿道東、禮頓道、摩利臣山道、天樂里、軒尼詩道、怡和街及銅鑼灣道。

### 車站一覽
| 銅鑼灣（摩頓台）方向 | 銅鑼灣（摩頓台）方向 | 銅鑼灣（摩頓台）方向     |
| -------------------- | -------------------- | ------------------------ |
| 車站                 | 車站名稱             | 位置                     |
| 1                    | 機場博覽館           | 亞洲國際博覽館巴士總站   |
| 2                    | 青馬收費廣場         | 北大嶼山公路             |
| 3                    | 鴉蘭街               | 荔枝角道                 |
| 4                    | 旺角站               | 彌敦道                   |
| 5                    | 奶路臣街             | 彌敦道                   |
| 6                    | 豉油街               | 彌敦道                   |
| 7                    | 文明里               | 彌敦道                   |
| 8                    | 勞資審裁處           | 加士居道                 |
| 9                    | 香港理工大學第八期   | 漆咸道北                 |
| 10                   | 海底隧道收費廣場     | 康莊道                   |
| 11                   | 南洋酒店             | 摩理臣山道               |
| 12                   | 灣仔消防局           | 軒尼詩道                 |
| 13                   | 糖街                 | 怡和街                   |
| 14                   | 聖保祿醫院           | 銅鑼灣道                 |
| 15                   | 銅鑼灣（摩頓台）     | 銅鑼灣（摩頓台）巴士總站 |

## 車費

### 往銅鑼灣（摩頓台）
| 往銅鑼灣（摩頓台） | 往銅鑼灣（摩頓台） | 往銅鑼灣（摩頓台） | 往銅鑼灣（摩頓台） | 往銅鑼灣（摩頓台） | 往銅鑼灣（摩頓台） |
| ------------------ | ------------------ | ------------------ | ------------------ | ------------------ | ------------------ |
| 亞洲國際博覽館     |                    |                    |                    |                    |                    |
| HK$27.00           | 青嶼幹線收費廣場   | 青嶼幹線收費廣場   | 青嶼幹線收費廣場   | 青嶼幹線收費廣場   | 青嶼幹線收費廣場   |
| HK$27.00           | HK$26.00           | 荔枝角道           | 荔枝角道           | 荔枝角道           | 荔枝角道           |
| HK$27.00           | HK$26.00           | HK$10.00           | 摩利臣山道         | 摩利臣山道         | 摩利臣山道         |
| HK$27.00           | HK$26.00           | HK$10.00           | HK$5.00            | 銅鑼灣（摩頓台）   | 銅鑼灣（摩頓台）   |

- 全程：HK$27.00
- 青嶼幹線收費廣場往銅鑼灣（摩頓台）：HK$26.00
- 荔枝角道往銅鑼灣（摩頓台）：HK$10.00
- 摩利臣山道往銅鑼灣（摩頓台）：HK$5.00

十二歲以下小童及六十五歲以上長者半價 
本路線接受八達通繳費服務

## 上一代城巴X11線
第一代X11線於1997年6月1日至12月7日期間的假日服務，循環來往銅鑼灣（摩頓台）及青嶼幹線（東涌端），以應付青嶼幹線通車後出現的遊覽人潮。

## 外部連結
城巴
- 城巴X11線 （页面存档备份，存于）